# 3 Dywizja Strzelecka (ZSRR)
3 Dywizja Strzelecka im. Prezydium Rady Najwyższej Krymskiej ASRR odznaczona Orderem Czerwonego Sztandaru (ros. 3-я Краснознаменная стрелковая дивизия им. Президиума Верховного Совета Крымской АССР, (3 DS) – dywizja piechoty Armii Czerwonej.
Dywizja została sformowana 5 czerwca 1921 roku na bazie 3 i 46 Samodzielnej Brygady Strzeleckiej. Pierwszym dowódcą został Marcjan Giermanowicz (ros. Германович Маркиан Яковлевич). Dywizja stacjonowała w Błagowieszczeńsku.
16 lipca 1940 jednostka otrzymała imię Prezydium Rady Najwyższej Krymskiej Autonomicznej Socjalistycznej Republiki Radzieckiej, a 14 września 1945 roku została odznaczona Orderem Czerwonego Sztandaru.
W momencie napaści Niemiec na ZSRR dywizja pozostawała w składzie 2 Armii Frontu Dalekowschodniego.

## Dowództwo
- 10.1921 – 05.1922 Markian Germanowicz;
- po 10.1930 Maksim Antoniuk;
- 21.01.1939 – 20.07.1942 kombrig, od 4.06.1940 generał major Siemion Możajew;
- 21.07.1942 – 22.12.1943 pułkownik, od 2.01.1942 generał major Iwan Piczugin;
- 23.12.1943 – 3.09.1945 pułkownik, od 1.03.1943 generał major Paweł Diomin.

## Struktura organizacyjna
- Dowództwo 3 Dywizji Strzeleckiej
- 8 pułk strzelecki
- 70 pułk strzelecki
- 264 pułk strzelecki
- 65 pułk artylerii
- 147 pułk artylerii haubic (do stycznia 1942)
- 40 samodzielny batalion łączności
- 47 batalion rozpoznawczy (eks 358 kompania zwiadu)
- 47 samodzielny szwadron kawalerii
- 77 batalion saperów
- 97 batalion medyczno-sanitarny
- 114 samodzielny dywizjon przeciwpancerny
- służby

W grudniu 1941 roku dywizja walczyła w składzie 2 Gwardyjskiego Korpusu Kawalerii. 16 grudnia 3 DS wraz z 4 i 20 DS rozbiła niemiecką 78 Dywizję Piechoty.